# Uroleucon kashmiricum
Uroleucon kashmiricum är en insektsart som först beskrevs av Krishna K. Verma 1966.  Uroleucon kashmiricum ingår i släktet Uroleucon och familjen långrörsbladlöss. Inga underarter finns listade i Catalogue of Life.